# Adjunktur (Russland)
Die Adjunktur (russisch Адъюнктура) ist das militärische Äquivalent der zivilen Aspirantur in Russland. Die Adjunktur ist dazu bestimmt, das wissenschaftliche und pädagogische Fachpersonal für die Bedürfnisse der Streitkräfte Russlands heranzubilden.

## Geschichte

### In der Sowjetzeit
Die Adjunktur wurde im Jahr 1938 gegründet. Ihr Hauptzweck war die Heranbildung des wissenschaftlichen und pädagogischen Fachpersonals für die Bedürfnisse der Streitkräfte der Sowjetunion aus den Reihen der Offiziere.
Die Heranbildung dauerte 3 Jahre. Die Altersbeschränkung für den Eintritt war das Alter von 30 Jahren. Die Bewerber hatten mindestens 2 Jahre des aktiven Militärdienstes als Offiziere haben müssen, um sich bewerben zu können. Jedoch ermöglichten die Regeln, dass die Absolventen der Militärhochschulen, die während ihrer Ausbildung in diesen Schulen die Neigung zu den Forschungen vorgeführt hatten, unmittelbar nach ihrem Abschluss dieser Schulen in die Adjunktur aufgenommen werden konnten. Für die Immatrikulation mussten die Bewerber die Aufnahmeprüfungen bestehen.
Nach Ansicht von Mikrjukow war die Aufnahme in die Adjunctura unmittelbar nach dem Abschluss der Militärhochschulen eine schlechte und korrupte Praxis, da die meisten der einschlägigen Bewerber Protegés der höchsten militärischen Beamter waren.
Die Dissertationen der Adjunkten wurden als häufig geheim eingestuft, und oftmals wurde die Suche nach der Information während der Erarbeitung der Dissertationen auch als geheim eingestuft. Diese Situation beeinflusste das Ergebnis der Heranbildung schlecht: viele Dissertationen entsprachen der Realität des modernen Kriegs nicht und basierten auf keine fortschrittlichen militärischen Entwicklungen. Diese Situation wurde kritisiert. Zum Beispiel sah der Verteidigungsminister der Sowjetunion Georgi Schukow persönlich viele Dissertationen an und forderte, diese Vorgehensweise zu ändern, damit die Adjunkten den Zugang zu den Archiven und den Entwicklungen der Forschungsinstitute hätten.

### In der Postsowjetzeit
Bis 1999 wurde die Heranbildung des wissenschaftlichen und pädagogischen Fachpersonals der Streitkräfte Russlands durch sowjetische Rechtsakte geregelt (nämlich durch die Verordnungen des Verteidigungsministers der Sowjetunion von 1989 Nr. 80 und von 1990 Nr. 249). Diese Rechtsakte wurden durch den Verordnung Nr. 310 des Ministers der Verteidigung der Russischen Föderation vom 15. Juli 1999 ersetzt. Im Großen und Ganzen behielt diese Verordnung das sowjetische System der Adjunktur bei. Diese Verordnung wurde durch die Verordnung Nr. 118 vom 9. März 2016 aufgehoben.
Die neuen rechtlichen Regelungen wurden mit der Verordnung Nr. 6 des Ministers der Verteidigung der Russischen Föderation vom 18. Januar 2016 eingeführt. Die Altersbeschränkung für den Eintritt wurde durch die mindeste erwartete Anzahl der Jahre des aktiven Militärdienstes nach der Absolvierung der Adjunktur bis zur Erreichung der Altersgrenze für den Militärdienst ersetzt. Die Möglichkeit der Aufnahme in die Adjunktur unmittelbar nach dem Abschluss der Militärhochschulen wurde abgeschafft.

## Eintritt
Der Offizier, der der Adjunkt werden möchte, soll bis 1. Februar des Kalenderjahres der gewünschten Immatrikulation den einschlägigen Antrag stellen. Der Bewerber muss den folgenden Voraussetzungen entsprechen:
| das erreichte Bildungsniveau                                               | die Anzahl der Jahre des aktiven Militärdienstes als Offizier | der militärische Dienstgrad (nicht niedriger als) | Militärische Dienststellung (Jahre Erfahrung) | die erwartete Anzahl der Jahre des aktiven Militärdienstes nach der Absolvierung der Adjunktur bis zur Erreichung der Altersgrenze für den Militärdienst |
| -------------------------------------------------------------------------- | ------------------------------------------------------------- | ------------------------------------------------- | --------------------------------------------- | --- |
| Militärhochschule oder militärisches Ausbildungszentrum ziviler Hochschule | nicht weniger als 2 Jahre                                     | Leutnant                                          | -                                             | mindestens 5 Jahre |

Die Kandidaten, die den Voraussetzungen entsprechen, dürfen für die Aufnahmeprüfungen, die die Prüfung in Spezialdisziplin, die Prüfung in Philosophie und die Prüfung in Fremdsprache beinhalten, sitzen. Die Zulassung zur Heranbildung erfolgt auf der wettbewerblichen Grundlage; die Kandidaten, die mit besseren Noten die Prüfung in Spezialdisziplin bestanden haben, haben einen Vorteil bei der Zulassung. Die Kandidaten, die erfolgreich den Wettbewerb bestanden haben, werden durch die Anordnung des Ministers der Verteidigung der Russischen Föderation in die Adjunktur aufgenommen.

## Bildungsgang
Die Unterrichte fangen am 1. September des Kalenderjahres der erfolgreichen Zulassung an. Jeder Adjunkt hat eigenen Studienplan und eigenen wissenschaftlichen Betreuer.
Das Programm sieht Klassenzimmerunterrichte und Prüfungen in Wissenschaftstheorie, Fremdsprache und Spezialdisziplin vor. Außerdem muss jeder Adjunkt eine Dissertation erarbeiten, die beim Dissertationsrat verteidigt wird. Nach der erfolgreichen Verteidigung der Dissertation wird der Adjunkt zum Kandidat der Militärwissenschaften promoviert.

## Nach der Absolvierung
Die Offiziere, die die Adjunktur erfolgreich abgeschlossen haben, werden zu militärischen Dienststellungen mit der Anordnung des Ministers der Verteidigung der Russischen Föderation ernannt.